# カーペントリーズ
カーペントリーズ（英語: The Carpentries）は、教育ワークショップを通じて研究者にコンピュータープログラミングとデータサイエンスのスキルを教える非営利団体である。カーペントリーズは、ソフトウェアカーペントリーズ、データカーペントリーズ、およびライブラリーカーペントリーズの3つのプログラム領域で構成されている。
カーペントリーズのワークショップは、スミソニアン、オーストラリア国立データコモンズ、CERN、Antarcticaでのワークショップを含め、国際的に開催されている。 

## 歴史
ソフトウェアカーペントリーズのワークショップは、1998年に1週間のトレーニングコースとして始まった。 ソフトウェアカーペントリーズの財団法人は、姉妹関係の財団法人であるデータカーペントリーズと一緒に2014年に設立された。これらの組織は2018年に統合され、現在はカーペントリーズとして知られている。2018年、ライブラリーカーペントリーズはカーペントリーズの3番目のレッスンプログラムになった。

## ワークショップとレッスン
カーペントリーズのワークショップは、組織のトレーニングプログラムを通じて認定されたボランティアのインストラクターが主導する2日間のワークショップである。標準のワークショップでカバーされるコンテンツには、コマンドラインの使用とRやPythonなどのプログラミング言語の紹介が含まれる。データカーペントリーズの下でのワークショップは、生命科学や社会科学などの特定の主題分野に焦点を当てている。 
カーペントリーズのカリキュラムに基づくすべてのレッスンのコンテンツは、クリエイティブコモンズライセンスの下でオープンにライセンスされている。

## 資金調達
カーペントリーズはコミュニティイニシアチブによって財政的に後援されており、またメンバーシップ、ワークショップ料金、助成金、寄付の組み合わせによって資金提供されている。Software Sustainability Institute、National Institute of Standards and Technology、New Zealand eScience Infrastructure、Compute Canadaなどの70を超えるメンバー組織がある。 
2017年11月、ライブラリーカーペントリーズのプログラムは、California Digital Libraryと提携して、 249,553ドル相当の博物館図書館サービス機構の補足助成金を受け取った。
2019年11月、Chan Zuckerberg InitiativeとGordon and Betty Moore Foundationは、カーペントリーズに対して265万ドルの共同賞を発表した。